# کوکب زنگوله‌ای
کوکب زنگوله‌ای(نام علمی: Dahlia imperialis) نام یک گونه از سرده گل کوکب است.